# Es-Klarinette
Die Es-Klarinette oder kleine Klarinette, selten auch Piccoloklarinette, gehört zur Familie der hohen Klarinetten und hat eine Länge von etwa 49 cm. Ihr Klang ist eine Quarte höher als derjenige der B-Klarinette. Es ist die höchste der sich im üblichen Gebrauch befindlichen Klarinetten. Neben der Es-Klarinette wird in der Orchesterliteratur manchmal die nur einen Halbton tiefere D-Klarinette verwendet.

## Geschichte
Ursprünglich gab es eine ganze Reihe hoher Klarinettenstimmungen: Die Sopranino- oder Piccolo-Klarinette in As ist aber nur mehr selten anzutreffen, auch in der Militärmusik, aus der sie stammt, die Hoch-G-Klarinette gibt es fast ausschließlich in der Wiener Schrammelmusik und die hohen Klarinetten in F und E werden nicht mehr gebaut.
Ähnlich wie bei der Paarung von B- und A-Klarinette gibt es zur Es-Klarinette eine Klarinette in D als Variantinstrument zur Vermeidung von Tonarten mit vielen Vorzeichen, die im Sinfonieorchester aber kaum mehr üblich ist. Die Kleine Klarinette ist ein transponierendes Instrument, da ihr Klang eine kleine Terz höher als notiert ist. Eine für die D-Klarinette geschriebene Stimme wird meist für die Es-Klarinette transponiert. Wenn von der „kleinen Klarinette“ die Rede ist, können aber beide Stimmungen gemeint sein.

## Funktion
Der durchdringende Ton der Es-Klarinette in den höheren Registern dient im Sinfonieorchester zur Unterstützung der Piccoloflöte sowie der hohen Flötentöne und macht die Tutti-Orchesterklänge dadurch brillanter. Auch kommt sie dann zum Einsatz, wenn besonders hohe Klarinettenpartien (in der mittleren bis hohen dreigestrichenen Oktavlage) gefordert sind, welche mit einer normalen B-Klarinette entweder intonationsmäßig nur schwer zu bewerkstelligen wären oder gar nicht mehr im spielbaren Bereich liegen.
Gute Spieler können das Schrille und Harte ihres Klangs abmildern, sodass ein homogen klingender Akkordsatz zusammen mit den anderen Klarinetten möglich ist. Als solistisches Instrument eignet sie sich besonders für parodistische, burleske Effekte.

## Tonumfang
Viele Bücher für Orchestration oder Instrumentation geben einen kleineren Tonumfang (e bis g’’’) für Es-Klarinetten im Vergleich zu B-/A-Klarinetten (e bis c’’’’) an.

## Verwendung im Orchester
Die berühmteste Solostelle, das Leitmotiv aus Till Eulenspiegels lustige Streiche (1895) von Richard Strauss, ist allerdings nicht für die Es-Klarinette, sondern für die D-Klarinette geschrieben, und der Komponist bedauert ausdrücklich den Ersatz durch die Es-Klarinette „trotzdem ihr inzwischen in Liszts Mazeppa und Wagners Walkürenritt eine wichtige Rolle anvertraut worden ist“. In europäischen Orchestern wird die D-Klarinette regelmäßig verwendet.

## Einsatz in der Militärmusik
Die Es-Klarinette gilt als schwer zu spielen, besonders die Intonation ist problematisch. Deswegen haben viele US-amerikanische Blasmusikverlage seit den 1950er Jahren häufig keine Es-Klarinetten-Stimmen in ihren Ausgaben. Auch kleine britische Kapellen hatten schon um 1900 gelegentlich nur eine Flöte besetzt. Dieser Trend ist bis heute ungebrochen und führt dazu, dass das „hohe Holz“ nicht mehr die Kraft besitzt, die es oft benötigt. Wie schon Richard Strauss in seiner Instrumentationslehre beschrieb, ist die Es- oder D-Klarinette durch nichts zu ersetzen. Selbst fünf oder sechs Metall-Böhmflöten haben nicht die Durchschlagskraft einer Es-Klarinette.
Heinrich Saro geht in seiner Instrumentationslehre für Militärmusik sogar von zwei Es-Klarinetten aus, die nicht nur in Preußen, sondern auch in Österreich-Ungarn lange die Regel in den Militärorchestern waren. Er klagt zwar über Intonationsprobleme im Trompetenregister, weil sich Es- und B-Trompeten wegen der verschiedenen Intonationsmöglichkeiten der Terzen nicht gut mischen, die hohen Klarinetten erwähnt er in diesem Zusammenhang aber nie. Vermutlich hatte man im 19. Jahrhundert noch in vielen Militärkapellen konische Holzflöten, die sehr zart klingen, und benötigte einen Gegenpart in den Klarinetten. Auch bestand das Repertoire meist aus Bearbeitungen, und darin übernahmen die hohen Klarinetten meist den Part der Violinen. Die Flöten blieben so für andere Aufgaben frei.